# Republic Plaza (Denver)
Ne pas confondre avec le Republic Plaza, gratte-ciel situé à Singapour
Le Republic Plaza est un gratte-ciel construit en 1984 à Denver dans le Colorado aux États-Unis. Ses 218 m, en font le plus haut immeuble de la ville et de l'État.
Dessiné par le bureau d'études Skidmore, Owings & Merrill, le Republic Plaza est essentiellement à usage de bureaux (115 000 m2), mais il possède également trois étages de commerces.